# Oleiros (Vila Verde)
Oleiros ist eine Gemeinde im Norden Portugals.
Oleiros gehört zum Kreis Vila Verde im Distrikt Braga, besitzt eine Fläche von 3,8 km² und hat 1189 Einwohner (Stand 19. April 2021).